# Équipe du Mengjiang de football
Maillots
L'équipe du Mengjiang de football est une éphémère sélection nationale qui représenta le Mengjiang de la Mongolie et de la Mongolie-Intérieure.

## Histoire
L'équipe du Mengjiang de football est représenté par la population mongole vivant en Mongolie-Intérieure. Elle constitue une équipe nationale.
Le 1er septembre 1939, l'association du Mengjiang est créé, mais l'équipe du Mengjiang Football ne participe pas aux tournois de football des Jeux 3 Nations de 1939, ni au Tournoi du 2600e anniversaire du Japon de 1940. 
Cependant, en 1942, elle participe au Tournoi du 10e anniversaire de la Mandchourie. Elle y rencontre le Japon, la Mandchourie et la Chine (Gouvernement Réorganisé national).
À l'époque, le Mengjiang n'est reconnu ni par la FIFA, ni l'AFC. En conséquence, cette sélection ne dispute que 3 matchs durant son histoire.
Le 19 août 1945, le Mengjiang s'effondre après la défaite du Japon contre l'Union soviétique. L'équipe disparaît définitivement.

### Nations rencontrées
| Adversaire          | Joués | Victoires | Matchs nuls | Défaites | Buts pour | Buts contre |
| ------------------- | ----- | --------- | ----------- | -------- | --------- | ----------- |
| Mandchourie         | 1     | 0         | 0           | 1        | 1         | 10          |
| Japon               | 1     | 0         | 0           | 1        | 0         | 12          |
| République de Chine | 1     | 0         | 0           | 0        | 0         | 0           |

### Bilan
| Rang | Équipe    | Pts | J | G | N | P | Bp | Bc | Diff |
| ---- | --------- | --- | - | - | - | - | -- | -- | ---- |
| #    | Mengjiang | 0   | 3 | X | X | 2 | 1  | 22 | -21  |

Sur 3 matchs, 2 ne possèdent à ce jour aucune information, ils n'ont peut être pas été joués ou les informations manquantes sont dans les archives japonaises.

### Match par adversaire
| Date         | Lieu                | Adversaire  | Résultat | Équipe    |
| ------------ | ------------------- | ----------- | -------- | --------- |
| 9 août 1942  | Xinjing Mandchourie | Chine       | X - X    | Mengjiang |
| 10 août 1942 | Xinjing Mandchourie | Japon       | 12 - 0   | Mengjiang |
| 11 août 1942 | Xinjing Mandchourie | Mandchourie | 10 - 1   | Mengjiang |